# Балей, Вирко Петрович
Вирко Балей (Вирослав Петрович Балей, англ. Virko Baley; р. 1938) — украинско-американский дирижер, пианист, композитор, музыкальный деятель.

## Биография
Родился 21 октября 1938 года в Радехове (ныне Львовская область, Украина). Вирко был единственным сыном в семье Петра и Лидии Балеев. Ему ещё не было года, как началась Вторая мировая война. Семью переселили в Словакию, впоследствии они переехали в Мюнхен. С 1947 до 1949-го жили в лагере для переселенцев в Регенсбурге (Германия).
Начал учиться игре на фортепиано ещё в Германии в лагере перемещённых лиц. Мать позаботилась о преподавателе для сына, им стал львовский пианист Роман Савицкий, с ним Балей занимался примерно полгода.
С 1949 живёт в США. Окончил консерваторию в Лос-Анджелесе (1962). Профессор Невадского университета в Лас-Вегасе. С 1971 года — художественный руководитель ежегодного фестиваля современной музыки, с 1974 — руководитель камерного оркестра, 1976—1978 годах — симфонического оркестра университета, 1983—1988 — оперного театра (все в Лас-Вегасе). С 1988 года — многократно гастролировал на Украине. Зарубежный член НСКУЗ.
Балей сотрудничал с выдающимся украинским кинорежиссером Юрием Ильенко. Художники создали два фильма — «Лебединое озеро. Зона» (1990) по сценарию, написанному Сергеем Параджановым и «Молитва за гетмана Мазепу» (2001/2010). К первой ленте Вирко не только написал музыку, но и был продюсером проекта.
Весной 2007 года Украинский научно-исследовательский институт Гарвардского университета сделал заказ оперы о голоде на Украине «Голод».

## Награды и премии
- Национальная премия Украины имени Тараса Шевченко (1996) — за выдающийся вклад в развитие украинского музыкального искусства и его пропаганду в мире (удостоен этой награды первым среди американцев)[6].

## Произведения
- опера «Голод» (либретто Б. Н. Бойчука, 1986—1993);
- для симфонического оркестра: Симфония, «Дума-монолог», посвящена А. Л. Веделю (1984, 2-а ред. 1988), «Яблоко Адама» (1990);
- для камерного оркестра: «Dreamtime» (1993—1995), драматическая сцена (моноопера) для меццо-сопрано и оркестра «Клитемнестра» на одноименную поэму Оксаны Забужко (1997—1998);
- инструментальные концерты: для фортепиано с оркестром (1990—1992), 2 для скрипки с оркестром (1987, 1988); для гобоя и струнного оркестра — «Пение Орфея» (1993);
- камерные произведения: «Tropes» для виолончели с фортепиано, Партита № 1 (1970—1976) для 3-х тромбонов и 3-х фортепиано, Партита № 2 (1992) для тубы и фортепиано, цикл «Резные птицы» для кларнета и фортепиано
- для фортепиано: 6 циклов «Ноктюрналі» (1958—1988), 2 думы (1959);
- Этюд для скрипки соло
- Вокальные циклы
- Песни

В 1989 году Вирко Балей написал музыку и был одним из продюсеров фильма «Лебединое озеро. Зона» (режиссёр — Юрий Ильенко, сценарист — Сергей Параджанов), который получил премию ФИПРЕССИ на Каннском кинофестивале 1990 года. Позже Балей стал композитором другого фильма Юрия Ильенко — «Молитва о гетмане Мазепе» (2002).
Также опубликовал ряд статей в прессе о украинских композиторов (В. В. Сильвестрова, В. Загорцева, В. С. Бибика, Л. В. Дычко, Л. А. Грабовского и др.).